# Palácio da Bolsa
El Palácio da Bolsa (Palau de la Borsa) és un edifici històric a Porto, Portugal. El Palau es va construir el segle xix per l'Associació Comercial de la ciutat (Associação Comercial do Porto) en estil neoclàssic. Està situat a la plaça Infante Dom Henrique. Està inclòs dintre del conjunt del Centre Històric de Porto, classificat com a Patrimoni de la Humanitat per la UNESCO el 1996.

## Història
El Palácio da Bolsa està situat al costat de l'església de Sant Francesc de Porto, que formava part de l'antic convent de Sant Francesc, fundat al segle xiii. La nit del 24 de juliol 1832, durant les Guerres Liberals, un foc destruïa els claustres del convent, salvant-se l'església. El 1841, la reina Maria II feu donació de les ruïnes del convent als comerciants de la ciutat, que decidien utilitzar el lloc per construir la seu de l'Associació Comercial de Porto, la Borsa i el Tribunal de Comerç de 1a instància.
Iniciats els treballs de desenrunament i neteja del solar, el 6 d'octubre del 1842 tingué lloc la col·locació de la primera pedra. El projecte fou de l'arquitecte de Porto Joaquim da Costa Lima Júnior, que dissenyà un palau neoclàssic d'influència pal·ladiana, inspirat per estructures prèvies construïdes a la ciutat. La majoria del palau era acabat el 1850, però la decoració de l'interior no seria completada fins al 1910 per uns quants artistes portuencs diferents.
Amb la implantació de la república (1910), el Palau passa a mans de l'Estat. No seria fins al 1918 que tornaria a pertànyer a l'Associació Comercial de Porto.

## Art i arquitectura

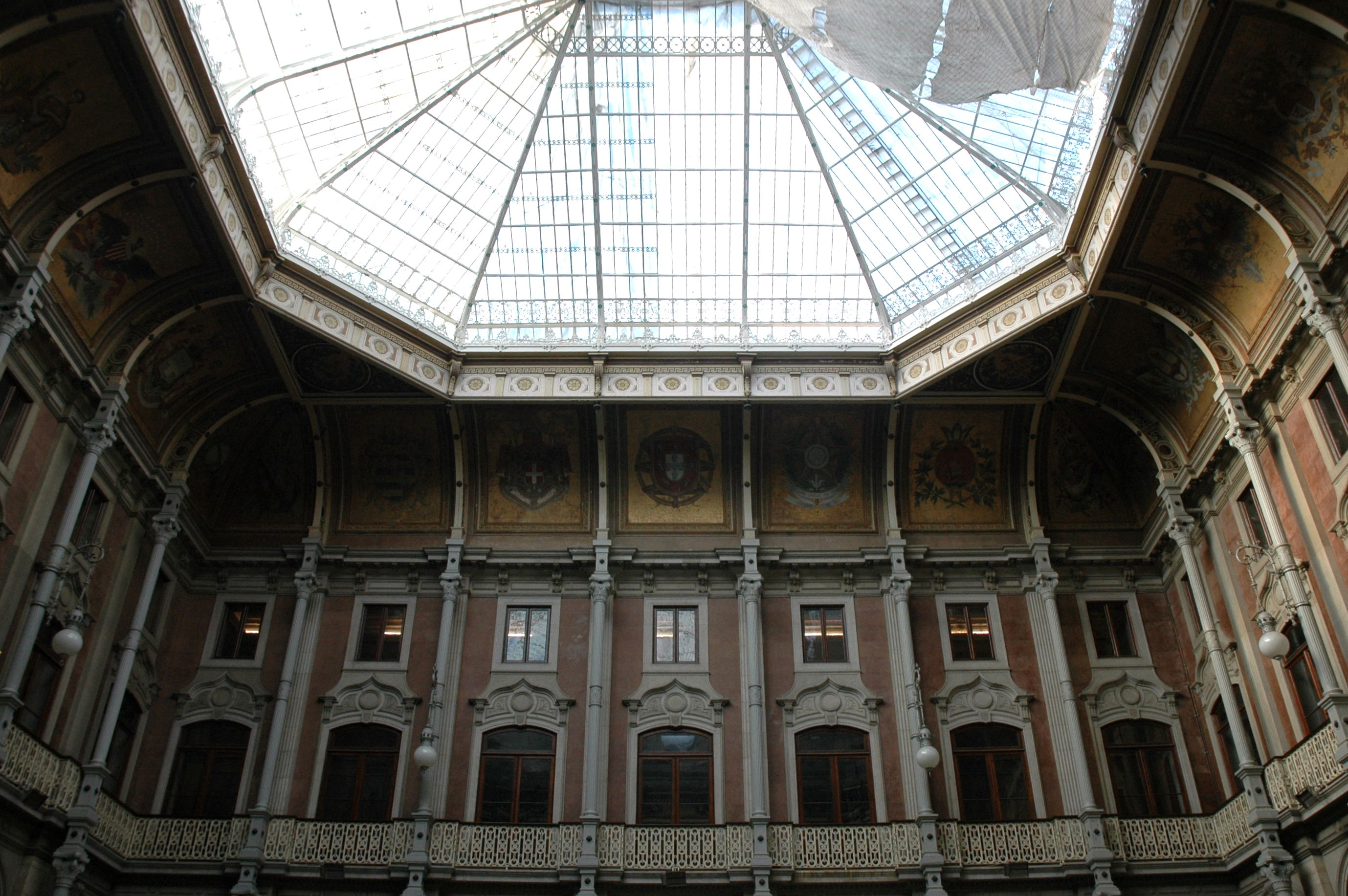
El pati central cobert

El primer arquitecte del Palau fou Joaquim da Costa Lima Júnior, qui va estar davant del projecte del 1840 fins al 1860. Va ser responsable del disseny general de l'edifici inspirat en l'arquitectura neopal·ladiana, que estava de moda a Porto des de finals del segle xviii, expressada per edificis com l'Hospital de Santo António, de l'arquitecte anglès John Carr, la Factoria Anglesa, del també anglès John Whitehead i diversos projectes del portuguès Carlos Amarante com la Facultat de Ciències.
La seva estructura general va ser completada pel 1850, però diversos detalls arquitectònics foren confiats més tard a altres arquitectes com Gustavo Adolfo Gonçalves de Sousa (autor de l'escalinata i de la Sala Àrab), Tomás Augusto Soller (la cúpula metàl·lica del pati) i Joel da Silva Pereira (Sala del Tribunal), entre d'altres.
L'interior del Palau de la Borsa, acabat el 1910, va ser magníficament decorat per diversos artistes. El pati central, anomenat Pati de les Nacions (Pátio das Nações) està cobert per una gran cúpula metàl·lica octogonal amb panells de vidre, dissenyada per Tomás Soller i construïda després del 1880. La part inferior de la cúpula està decorada amb pintures amb els escuts d'armes de Portugal i de 20 països amb els que Portugal tenia les principals relacions comercials, el segle xix. Té una superfície de 506 m² i ocupa el lloc del claustre de l'antic convent. El terra està revestit de mosaic ceràmic amb predomini de motius geomètrics inspirats en els models grecoromans descoberts a Pompeia.
Darrere del pati una sumptuosa escalinata, construïda el 1868 per Gonçalves de Sousa, que mena als pisos superiors i està adornada amb bustos dels celebrats escultors António Soares dos Reis i António Teixeira Lopes. Els frescos del sostre van ser pintats per António Ramalho i representen la Cultura, la Indústria, l'Agricultura i la Pàtria.
Diverses cambres del Palau —la Sala del Tribunal, la Sala de l'Assemblea, la Sala Daurada— mostren mobiliari de José Marques da Silva, pintures al·legòriques de José Maria Veloso Salgado i João Marques de Oliveira, escultures de Teixeira Lopes i moltes altres peces d'art. Marques da Silva fou, també, l'autor dels vitralls de la Sala del Tribunal així com d'organitzar els plans d'il·luminació i pintura del cimbori de l'Escala Noble i d'un porxo per a l'entrada del Palau situada al carrer de D. Fernando.
La façana principal té 60 m de llargada i 20 m d'alçada, dividida en tres cossos d'origen dòric, essent el cos central servit amb una escalinata paral·lela a l'edifici. A la planta baixa es troba el Gabinet del President i la Biblioteca.

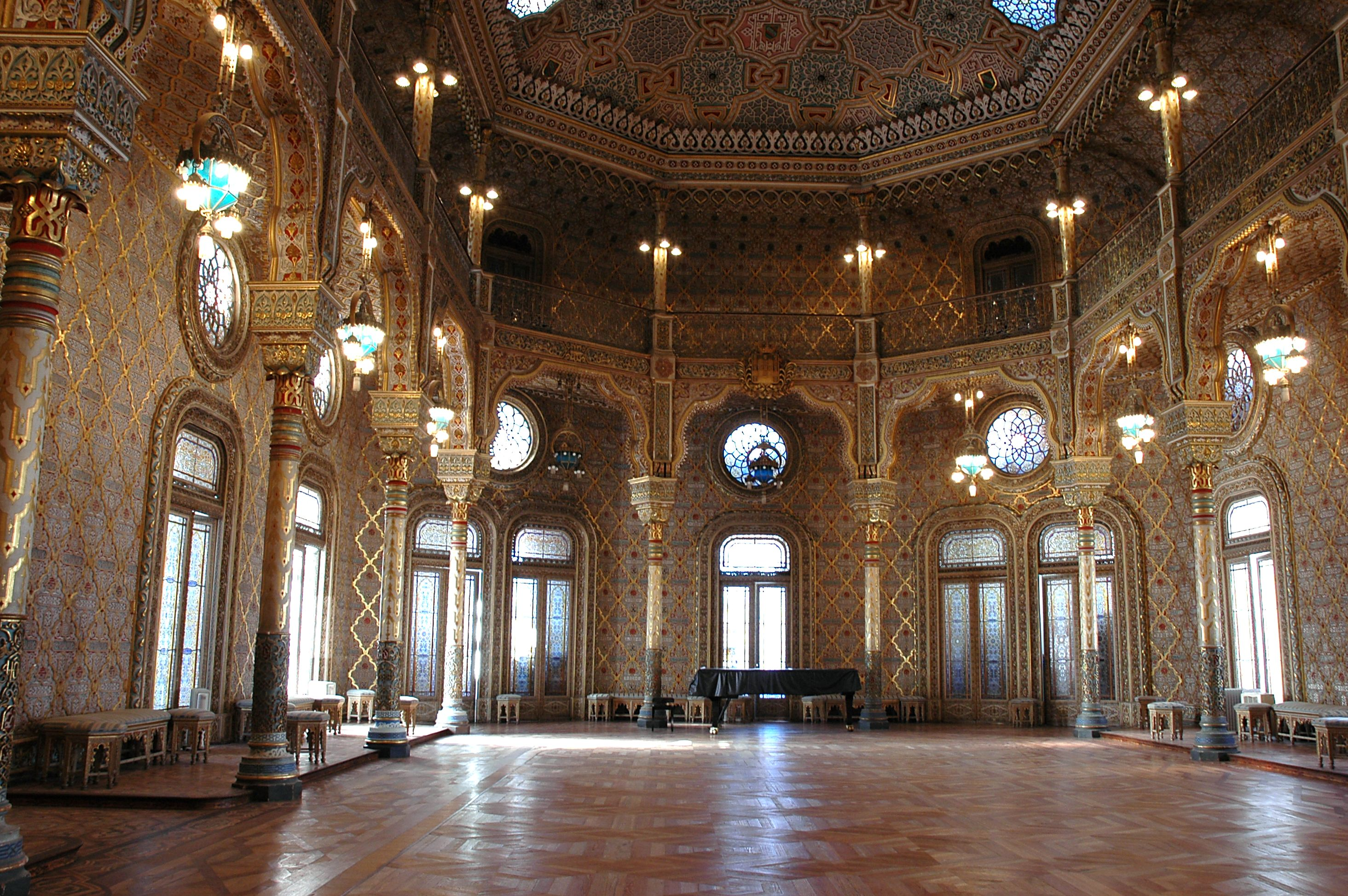
La sala àrab, el gran atractiu de l'edifici

La Sala del President, projectada per Tomás Soller, disposa d'una petita sala d'espera. El seu paviment, d'estil imperi, està entallat en fustes precioses i fou encarregat a Paris.
La Sala Daurada, d'estil imperi, s'anomena així degut al seu sostre que mostra una decoració en estuc recobert amb fulles d'or. En dos quadres d'honor hi ha inscrits els noms de tots els Presidents, des de la seva fundació.
La Sala de les Assemblees Generals, de Tomás Soller, té les parets i el sostre de guix pintat imitant fusta de roure vell.
La Sala dels Retrats, primitivament tenia una decoració modesta, però més tard fou decorada per Marques da Silva en estil Lluís XVI. Hi ha els retrats dels sis darrers reis de Portugal. També és destacable una taula de fusta embotida, obra de Zeferino José Pinto.
La Sala del Tribunal, concebuda per Marques da Silva, està decorada en estil renaixentista francès.
La part més important és, tanmateix, la Sala Àrab, construïda entre el 1862 i el 1880 per Gonçalves de Sousa. Fou inaugurada coincidint amb les commemoracions del tricentenari de Camões. La cambra està profusament decorada amb motius d'estil neoàrab, en voga el segle xix. Actualment és utilitzada per a rebre personalitats i caps d'estat de visita a Porto i per a fer concerts de música clàssica.